# Sub-Zero
Sub-Zero est un personnage fictif de la série de jeu de combat Mortal Kombat. C'est également le nom de code pour deux personnages. Tout d'abord Bi-Han qui apparaît dans le premier Mortal Kombat sorti en 1992, devenant ensuite Noob Saibot. Puis son frère Kuai Liang, prenant sa place à partir de Mortal Kombat II sorti en 1993. Sub-Zero est un combattant possédant la capacité de contrôler la glace sous de nombreuses formes.

## Apparitions

### Histoire principale
Bi-Han est l'aîné des deux hommes empruntant le nom de Sub-Zero. Il est introduit dans le premier Mortal Kombat où il participe au tournoi pour éliminer Shang Tsung sous les ordres de Lin Kuei. Bi-Han échoue dans sa mission et se fait tuer par le spectre Scorpion, qui cherchait à se venger du massacre de son clan, de sa famille et de sa propre mort. Bi-Han devient alors le mort-vivant Noob Saibot. Dans l'épisode Mortal Kombat Mythologies: Sub-Zero, qui sert de prélude au premier Mortal Kombat, le sorcier Quan Chi engage Lin Kuei pour trouver une ancienne amulette. Le premier Sub-Zero est renvoyé à Netherrealm par Raiden après avoir appris qu'il était la clé pour libérer le Dieu Shinnok. Sub-Zero récupère l'amulette en combattant Shinnok et la rend à Raiden.
Dans Mortal Kombat II, la suite directe de l'intrigue, Kuai Liang prend la place de son frère Bi-Han, connu à l'origine sous son nom de code Tundra avant d'assumer le nom de code de son frère aîné pour l'honorer. À la mort de son frère lors du premier tournoi et à la survie de Shang Tsung, Kuai Liang est envoyé par le Lin Kuei pour mener à bien la tâche inachevée de son frère. Scorpion découvre finalement que Kuai Liang n'est pas le Sub-Zero qu'il tenait auparavant pour responsable. En échange de la mort de Bi-Han, Scorpion promet de protéger à jamais Liang, qui devient un élément décisif dans la suite. Dans Mortal Kombat 3, le jeune Sub-Zero s'échappe du Lin Kuei qui souhaitait transformer ses guerriers en cyborgs. Ils programment trois assassins cyborg pour qu'ils chassent et mettent fin à Sub-Zero (dont son vieil ami, Smoke, qui n'a pas réussi à s'échapper), qui à ce moment-là avait reçu une vision de Raiden et avait accepté de rejoindre la rébellion contre une nouvelle menace. Dans Mortal Kombat: Shaolin Monks, qui reprend les événements de Mortal Kombat II, Sub-Zero apparaît d'abord comme personnage principal, puis s'allie pendant une courte période aux protagonistes Liu Kang et Kung Lao lors de la recherche de son grand frère.  Il est vu pour la dernière fois poursuivant Noob Saibot dans Netherrealm.
En plus de l'actuel Sub-Zero, Ultimate Mortal Kombat 3 et Mortal Kombat Trilogy incluent un personnage sous le nom de « Classic Sub-Zero ». Sa biographie indique bien qu'il est mort après le premier Mortal Kombat, revenu ensuite pour réessayer d'assassiner Shang Tsung. Cependant, son récit de fin déclare qu'il n'est pas Sub-Zero, mais un guerrier non identifié qui était absent du tournoi précédent.
Dans Mortal Kombat 4, Raiden invoque de nouveau Sub-Zero pour qu'il participe à la défense d'Earthrealm contre le Dieu ancien, Shinnok. Pendant ce temps, Sub-Zero combat Scorpion. Quan Chi lui raconte que le Lin Kuei a tué sa famille, mais il le quitte en découvrant que Quan Chi était le véritable responsable. Dans Mortal Kombat: Deadly Alliance, Sub-Zero bat Sektor dans une lutte pour diriger le clan Lin Kuei. Il rencontre son apprenti Frost et l'emmène se battre aux côtés des guerriers d'Earthrealm contre l'alliance de Shang Tsung et de Quan Chi.
Les deux incarnations de Sub-Zero apparaissent dans le reboot Mortal Kombat, où Bi-Han est toujours tué par Scorpion et devient Noob Saibot. Tandis que le destin de Kuai Lang change lors du deuxième tournoi en raison de l'intervention de Raiden, la chronologie est modifiée, après avoir vaincu Scorpion, Sub-Zero est capturé et transformé en cyborg à la place de Smoke, ainsi que Lin Kuei a servi Outworld. Il est capable de reprendre ses esprits et rejoint les guerriers de Raiden pour arrêter Shao Kahn.
Dans Mortal Kombat X, il n'est plus un cyborg mais toujours réduit en esclavage par Quan Chi qui a ordonné à Jax de retirer ses implants cybernétiques. Son âme est restaurée par Raiden en même temps que celles de Jax et Scorpion. Par la suite il a renversé Sektor qui était devenu le chef du Lin Kuei et découvrit par sa mémoire robotique que c'est Quan Chi qui a éradiqué le clan Shirai Ryu, il parlera de cette découverte à Scorpion qui accepte par la suite de reformer son clan et de s'allier au Lin Kuei. Il est vu pour la dernière fois lors du combat entre les Lin Kuei et les forces de Kotal Kahn.
Dans Mortal Kombat 11, Lui et Hanzo (Scorpion du présent) infiltre l'usine des Cyber Lin Kuei ramené du passé par la Titan et mère de Shinnok, Kronika. Ils affrontent alors à la fois Cyrax puis l'ancienne élève de Sub-Zero, Frost, avant d'affronter Noob Saibot qui n'a non seulement pas été une nouvelle fois tué vingt-sept ans plus tôt mais à aussi rejoint le camp de Kronika puis enfin Sektor. Avec l'aide d'un Cyrax redevenu lui-même, les cyborgs sont mit hors d'état de nuire. Le duo se joint ensuite aux guerriers du présent et du passé contre Kronika. Plus tard, il rencontre au Jardin de Feu  le Scorpion du passé leur annonçant que Hanzo est mort peu après que Sub-Zero l'ai laissé seul pour demander l'aide de Kharon. D'abord méfiant, Sub-Zero finit par accorder sa confiance en Scorpion puis les guerriers partent sur la flotte de Kharon pour mêner l'assaut contre le forteresse de Kronika. Durant un combat en mer, Sub-Zero est témoin de la défaite de son ancienne élève tout en regardant Raiden mettre fin à ses jours pour désactiver les Cyber guerriers améliorés.
Dans Mortal Kombat 1, se déroulant dans la nouvelle temporalité crée par Liu Kang, Sub-Zero est de nouveau l'identité porté par Bi-Han, son frère Kuai Lang assumant ici le nom de Scorpion. Il a succédé à son père devenant le grand maître du Lin-Kuei, qui est ici un clan chargé de protéger le Royaume Terre. Cependant, Bi-Han souhaite s'émanciper de Liu Kang et rendre sa grandeur au Lin-Kuei. On apprend également qu'il est indirectement responsable de la mort de son père, préférant le laisser mourir au lieu de le sauver assurant ainsi sa montée. Il finira également par rejoindre Shang Tsung qui lui a promis plus de pouvoir, entrant en conflit direct avec son frère. 
Dans le DLC Khaos Reigns, Sub-Zero lance un raid contre le Shirai Ryu durant le mariage de Kuai Lang, mais est arrêté par les champions de la Terre qui le conduisent dans l'Outre-Monde afin d'être jugé pour ses crimes. Toutefois, le continuum est attaqué par une version de Havik, doté de pouvoirs de Titan, qui capture Geras afin de remodeler le continuum de Liu Kang et le faire sombrer dans le chaos. Sub-Zero se retrouvera coincé dans le continuum chaotique où il est torturé physiquement et psychologiquement, il est ensuite remodelé par Havik et devient Noob Saibot.

### Conception
Sub-Zero a été conçu par le cocréateur de la série Mortal Kombat John Tobias, d'abord nommé simplement « Ninja ». Selon Richard Divizio, l’idée du Lin Kuei était sa contribution au tout début du développement, dans le projet qui avait été annulé par Midway Games avant d'être relancé plus tard, et dans lequel John Tobias avait des ninjas japonais pour ce projet. Tobias a noté que cette inspiration venait du livre controversé « The Chinese Ninja Connection » par Li Hsing, qui « repose sur des preuves historiques de l'existence du Lin Kuei et de son influence sur le ninja japonais. J'étais conscient qu'il existait une controverse au sujet des affirmations de l'auteur. Ainsi, lorsque nous avons divisé le personnage en deux pour une palette swap, j'ai pensé qu'il serait approprié que l'un soit d'origine chinoise et l'autre japonais pour incarner l'argument. ». Selon Tobias, le concept original du « chasseur et chassé parlait d'un ninja qui s'échappait de son clan et était traqué par un autre membre. Nous l'avons utilisé plus tard pour Sub-Zero dans Mortal Kombat 3. ». Daniel Pesina a rappelé que l'idée de Tobias impliquait deux frères ninja, dont l'un veut diriger le clan. Le nom actuel de Sub-Zero était Tundra, mais il a été changé après qu'un membre de l'équipe de designer a vu le film Running Man dans lequel le premier assassin combattu par le personnage d'Arnold Schwarzenegger utilisait le nom.
Le personnage a été principalement représenté et doublé par des acteurs non asiatiques. Midway Games a expliqué plus tard l'aspect plutôt occidental de Sub-Zero pour un assassin chinois en lui donnant une mère blanche. Selon cette nouvelle histoire, son père aurait eu une femme, deux fils et une fille alors qu'il vivait en Amérique pour cacher son rôle personnel d'assassin pour le Lin Kuei. Sub-Zero est à l'origine interprété par Daniel Pesina, qui était venu avec l'idée du Lin Kuei. Daniel Pesina utilisait un costume de ninja trop petit pour des raisons budgétaires, son costume se déchirera plus tard causant des problèmes pendant le tournage, des épingles étaient alors utilisées pour soutenir son costume.
Le développeur de Midway, Josh Tsui, est choisi comme modèle pour apparaître en tant que caméo pour la séquence de fin de Sub-Zero, mais non masqué. Les premiers costumes de Sub-Zero sont très simplistes en raison des limitations techniques des machines de l'époque. Tobias a déclaré que Sub-Zero avait été démasqué dans Mortal Kombat 3 dans le but de susciter des spéculations de la part des fans sur le passé du personnage. Le nouveau Sub-Zero a fait ses débuts officiels sur la couverture du numéro d'avril 1995 de GamePro, avec le costume rouge de John Turk teinté en bleu (comme dans le jeu), mais la photo utilisée était un négatif inversé, car sa cicatrice était sur son œil gauche. Depuis Mortal Kombat 3, Sub-Zero porte une cicatrice sur son front et sur son œil droit, comme marque mortelle. La cicatrice était à l'origine de couleur rouge, puis modifiée en bleu dans Mortal Kombat: Deadly Alliance en raison des pouvoirs accrus de Sub-Zero. Dans Mortal Kombat: Mystification, Sub-Zero porte un uniforme blindé fortement inspiré de l'armure de combat chinoise de l'époque dynastique.

## Caractéristiques de combat
Descendant des cryomanciens, Sub-Zero a la capacité innée de contrôler la glace sous ses nombreuses formes. Durant le cours de la série, les pouvoirs de Sub-Zero ont continué à évoluer. En plus de l'attaque givrée, Sub-Zero a également la possibilité d'invoquer un clone de glace afin d'agir à la fois comme un bouc émissaire et une sorte de mine qui gèle instantanément tout ce qu'il touche. En raison de la médaille de Dragon présente dans son costume, les pouvoirs de Sub-Zero ont considérablement augmenté, il est maintenant capable de former des armes en glace. 

## Fatalités
La Fatality de Sub-Zero, comme d'autres Fatality du premier opus, a été censurée dans les versions SNES et Genesis du premier jeu (en raison de l'aspect gore de ces techniques) mais le sien avait deux versions : celle de la version SNES est qu'il gèle l'adversaire et le brise en plusieurs morceaux en lui donnant un coup de poing et le deuxième, celui version Genesis ou Master System, Sub-Zero donne un uppercut à l'adversaire si puissant que la victime est propulsée dans les airs et retombe brutalement sur le sol.

## Apparitions dans d'autres médias
- Mortal Kombat : film de Paul W. S. Anderson
- Mortal Kombat : Destruction finale : film de John R. Leonetti, suite du précédent
- Mortal Kombat : Conquest : série télévisée, préquelle des films
- Mortal Kombat : les Gardiens du royaume : série télévisée d'animation
- Mortal Kombat: Legacy : websérie
- Injustice 2 : personnage jouable du 1er pack de combattants avec Red Hood et Starfire

## Personnages inspirés de Sub-Zero

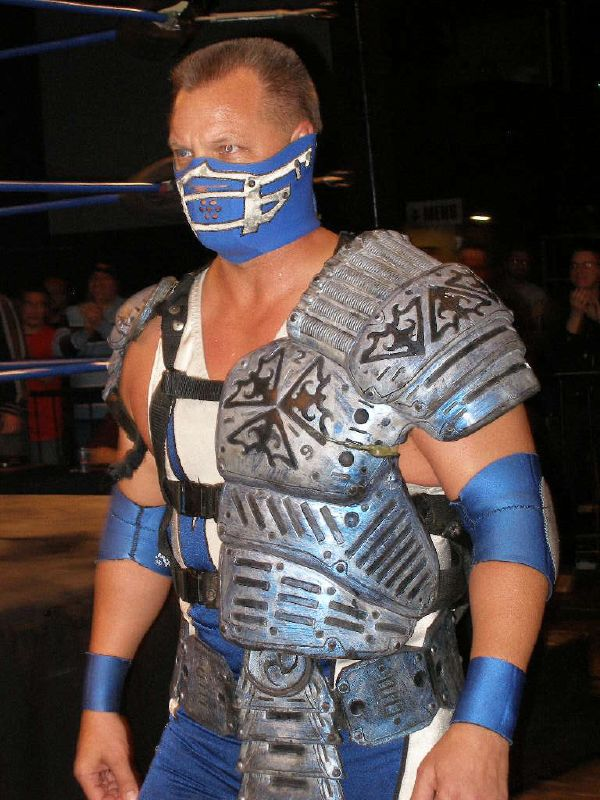
Glacier, un catcheur dont le gimmick s'inspire du personnage de Sub-Zero.

En 1996, le catcheur Raymond Lloyd incarne le personnage de Glacier à la World Championship Wrestling et son costume est librement inspiré du personnage de Sub-Zero.